# Gmina Öckerö
Gmina Öckerö (szw. Öckerö kommun) – gmina w Szwecji, w regionie Västra Götaland, z siedzibą w Öckerö.
Pod względem zaludnienia Öckerö jest 184. gminą w Szwecji. Zamieszkuje ją 12 147 osób, z czego 49,42% to kobiety (6003) i 50,58% to mężczyźni (6144). W gminie zameldowanych jest 174 cudzoziemców. Na każdy kilometr kwadratowy przypada 468,82 mieszkańca. Pod względem wielkości gmina zajmuje 287. miejsce.